# Länsväg 213
De Zweedse weg 213 (Zweeds: Länsväg 213) is een provinciale weg in de provincie Kalmar län in Zweden en is circa 21 kilometer lang. De weg loopt vanaf de E22 naar een kleine haven aan de Oostzee.

## Plaatsen langs de weg
- Loftahammar

## Knooppunten
- E22 (begin)